# Rasa de Cal Quel (Odèn)
La Rasa de Cal Quel és un torrent afluent per l'esquerra de la Rasa de les Olles que fa tot el seu curs pel terme municipal d'Odèn.
De direcció global cap a les 5 del rellotge, neix a 215 m. a ponent de les runes de la masia de Can Quel i a 560 m. a llevant de la de Móres i desguassa al seu col·lector al peu del vessant nord del Tossal de Paturri.
La seva xarxa hidrogràfica, que també transcorre íntegrament pel terme d'Odèn, està constituïda per dos cursos fluvials la longitud total dels quals suma 1.325 m.